# Joseph Désiré Court

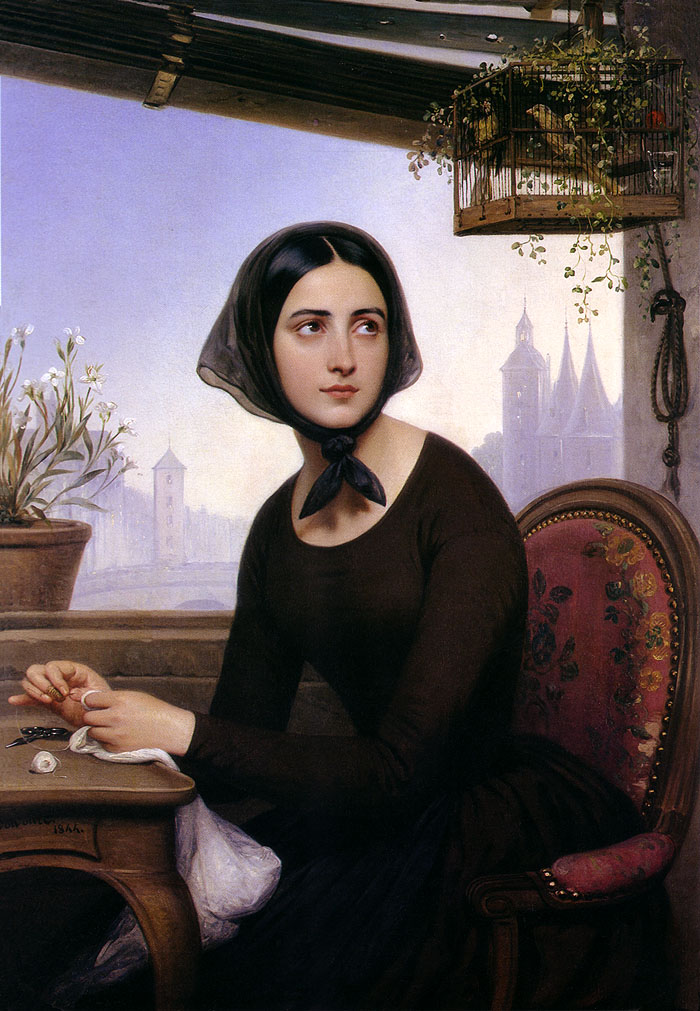
Rigolette cherchant à se distraire en l’absence de Germain (Les Mystères de Paris d'Eugène Sue).

Joseph-Désiré Court (Rouen, 14 de setembre de 1797 - París, 23 de gener de 1865) va ser un pintor francès especialitzat en quadres d'història i en retrats.

## Biografia
Era descendent per part de mare del pintor nordcatalà Jacint Rigau, Court va entrar a estudiar a l’École municipale de dessin de Descamps on va ser guiat per Marc-Antoine Descamps. Aviat passà al taller de Gros
Va visitar Roma per a completar la seva educació artística, va obtenir el Premi de Roma.
Des de Roma envià les seves primeres obres a les exposicions de París: Une Scène du Déluge, Hyppolite renversé de son Char, un Faune au bain attirant à lui une jeune fille, i el 1827, la Mort de César.
El 27 de juny de 1828, l'Académie des sciences, belles-lettres et arts de Rouen el va fermembre corresponent i li encarregà Corneille accueilli au théâtre par le grand Condé, après une représentation de Cinna

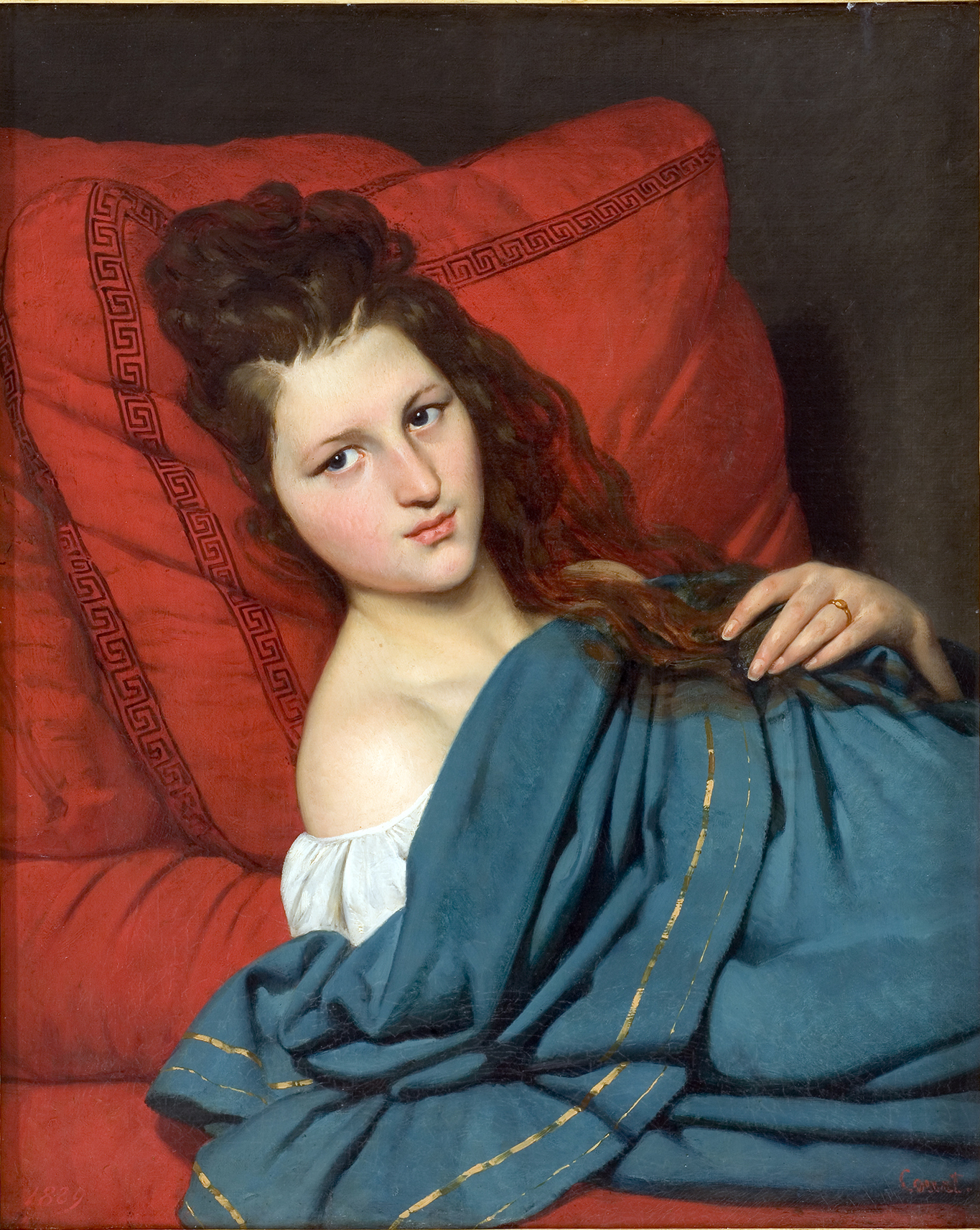
Femme à mi-corps, couchée sur un divan, 1829, 81x66 cm, Musée Fabre, Montpellier (era la dona del pintor).

El govern francès de 1830 va fer un concurs per a ornamentar la Cambra dels diputats amb tres temes: Le Serment de Louis-Philippe en 1830, Mirabeau devant Dreux-Brézé aux états généraux de 1789, Boissy d’Anglas saluant la tête du député Féraud, assassiné par la populace révoltée.
L'obra de Court té nombrosos quadres d'història, entre els més coneguts: Saint-Pierre, au pouvoir des Romains, s'embarquant pour Jérusalem; le Roi Louis-Philippe distribuant les drapeaux à la garde nationale, le 29 août 1830 (Museu de Versailles) ; le Mariage du Roi des Belges, Léopold I, avec la princesse Louise d’Orléans; la Fuite de Ben-Aissa, gouverneur de Constantine; la Bienfaisance, tableau dédié aux Dames de la Charité Maternelle de Rouen; le Martyre de sainte Agnès dans le forum romain, etc.
Entre els personatges oficials que va pintar destaquen el del rei Louis-Philippe, el de la seva germana Mme Adélaïde, del rei i la reina de Dinamarca, del Papa Pius IX, de cardinal prince de Croÿ, de Marie-Dominique-Auguste Sibour, del maréchal Soult, del maréchal Pélissier, del President Franck-Carré, etc.
Va ser cavaller de la Légion d'honneur i condecorat amb l'Orde de la Dannebrog.

## Obres
- Charlotte Corday entrant chez Marat, Alençon, musée des Beaux-Arts et de la Dentelle ;
- Nymphe et Faune au bain, Alençon, musée des Beaux-Arts et de la Dentelle ;
- Portrait de la princesse Louise d’Orléans, reine des Belges, Chantilly, musée Condé ;
- Le duc d’Orléans signe la lieutenance générale du royaume ;
- Le roi donne les drapeaux à la garde nationale de Paris et de la banlieue ;
- La Mort de César, 1827, esquisse, Montpellier, musée Fabre.